# Matuffo
I matuffi sono una preparazione tradizionale di polenta tipici della provincia di Lucca, e diffusi nelle campagne toscane. In alcune zone della Toscana prende il nome di polenda (o polenta) allargata. Nella piana di Lucca (comuni di Capannori, Porcari e Altopascio) vengono anche chiamate pallette.
Si tratta di uno o più strati di polenta, di consistenza cremosa, alternati a strati di sughi ed eventualmente di parmigiano grattugiato. A Lucca tradizionalmente si fanno con il sugo di pomodori o con il ragù, talvolta di cacciagione. A Camaiore è tradizionale la preparazione con il sugo di funghi.
Con il termine matuffi alla viareggina si indicano invece una serie di preparazioni a base di sugo di pesce: baccalà, arselle (telline), pesce misto.